# ميرلين دايموند
ميرلين دايموند (بالإنجليزية: Merlin Diamond)‏ هي منافسة ألعاب القوى ناميبية، ولدت في 1991.